# Hulodes restorans
Hulodes restorans là một loài bướm đêm trong họ Erebidae.